# Slavomír Ondrejovič
Slavomír Ondrejovič (* 17. dubna 1946, Lučenec, Československo) je slovenský jazykovědec. Je ředitelem Jazykovědného ústavu Ľudovíta Štúra Slovenské akademie věd v Bratislavě. Věnuje se obecné jazykovědě, sociolingvistice, syntaktické a lexikální sémantice, fonetice a ortoepii, jazykovědné historiografii a encyklopedistice. Překládá zejména z němčiny.

## Knižní publikace
- Mistrík, Jozef s kolektivem autorů (S. Ondrejovič člen kolektivu autorů, autor 294 hesel): Encyklopédia jazykovedy (Bratislava: Obzor 1993)
- Ondrejovič, Slavomír: Sedem a pol (Bratislava: Veda, 2006)
- Ondrejovič, Slavomír (ed.): Hovorená podoba spisovnej slovenčiny (Bratislava: Veda, 2007)